# ARM Cortex-A76
L' ARM Cortex-A76 est un microprocesseur implémentant le jeu d'instructions ARMv8.2-A 64 bits conçu par ARM Holdings.
Le Cortex-A76 remplace le Cortex-A73 et le Cortex-A75 (en), mais sa conception est partie d'une feuille blanche. Le processeur prend en charge les applications 32 bits sans privilège, mais les applications avec privilèges doivent utiliser l'ISA ARMv8-A 64 bits. ARM a annoncé des augmentations respectives de 25 % et 35 % des performances en nombres entiers et en virgule flottante. La bande passante mémoire a augmenté de 90 % par rapport à l'A75. Selon ARM, l’A76 devrait offrir des performances deux fois supérieures à celles de l’A73 et ne vise pas uniquement les systèmes mobiles. Les performances ciblent la "classe ordinateur portable", y compris les ordinateurs pour Windows 10, et serait comparable au Kaby Lake d’Intel.
Le Cortex-A76 prend en charge la technologie DynamIQ d'ARM, qui devrait être utilisée comme cœurs haute performance lorsqu'elle est utilisée en combinaison avec des cœurs écoénergétiques Cortex-A55.